# Varanus juxtindicus
Varanus juxtindicus är en ödleart som beskrevs av Böhme, Philipp och Ziegler 2002. Varanus juxtindicus ingår i släktet Varanus och familjen Varanidae. Inga underarter finns listade i Catalogue of Life.
Arten förekommer på ön Rennell som ingår i Salomonöarna. Honor lägger ägg.